# Hilda Hellström

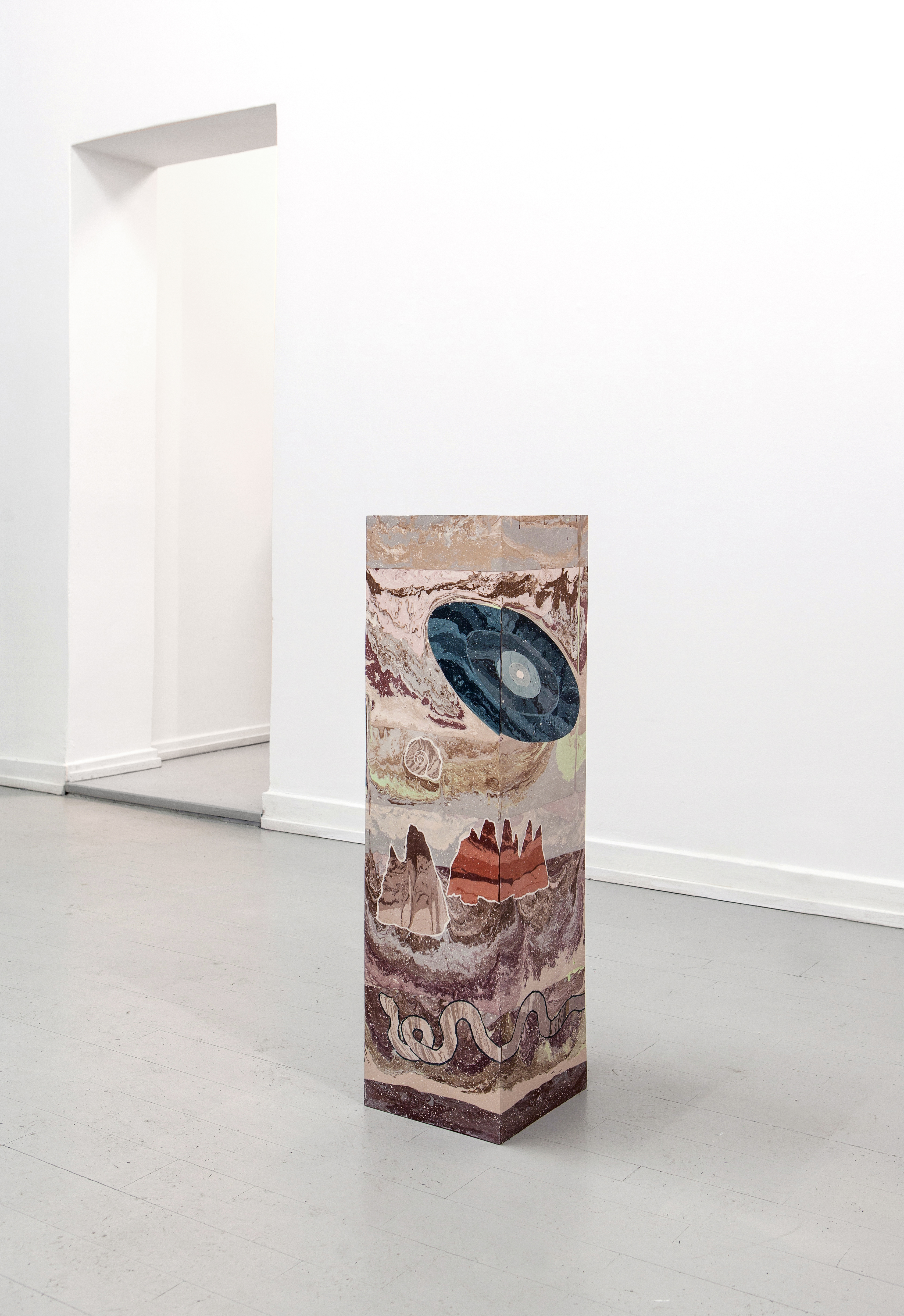

Hilda Hellström är en svensk konstnär som arbetar i gränslandet mellan skulptur och konsthantverk, ofta i okonventionella material. Hon är född i Bohuslän 1984, uppvuxen i Göteborg och verksam i Köpenhamn. Hon arbetar framförallt med gjutprocesser och i hennes arbete finns referenser till geologi arkeologi och mytologi
Hellström tog sin masterutbildning vid Royal College of Art i London 2012 och blev uppmärksammad för sitt examensarbete The Materiality of a Natural Disaster, ett projekt där hon skapade serveringskärl ur radioaktiv lera från Japan efter kärnkraftsolyckan i Fukushima. Hon fick samtidigt uppmärksamhet för sina marmorerade urnor i kompositmaterial. 
2014 mottog hon Sten A Olssons kulturstipendium och 2015 tilldelades hon priset för årets konsthantverkare av Residence Magazine.
Hellström växlar galleriutställningar Hennes verk återinns i flera museisamlingar.